# گمینا ستژلتسه کراینگسکیه
گمینا ستژلتسه کراینگسکیه (به لهستانی:  Gmina Strzelce Krajeńskie) یک گمینا در لهستان است که در شهرستان ستژلتس-درزدنکو واقع شده‌است. گمینا ستژلتسه کراینگسکیه ۳۱۸٫۵۷ کیلومتر مربع مساحت و ۱۷٬۳۸۹ نفر جمعیت دارد.